# 帕朗 (阿肯色州)
帕朗（英語：Paron）是位於美國阿肯色州薩林縣的一個非建制地區。該地的面積和人口皆未知。

## 地理
帕朗的座標為34°46′22″N 92°45′31″W / 34.77278°N 92.75861°W，而該地的平均海拔高度為150米（即492英尺）。